# Верхнее Анисимово
Верхнее Анисимово — деревня в Великоустюгском районе Вологодской области.
Входит в состав Опокского сельского поселения (до 2014 года была центром Стреленского сельского поселения), с точки зрения административно-территориального деления — центра Стреленского сельсовета.
Расположена при федеральной автодороге А123. Расстояние до районного центра Великого Устюга по ней — 50 км. Ближайшие населённые пункты — Павловское, Анохинское, Нижнее Анисимово, Пожарище, Пуртовино.
По переписи 2002 года население — 105 человек (56 мужчин, 49 женщин). Преобладающая национальность — русские (98 %).